# 岡本武三
岡本 武三（おかもと たけぞう、1883年（明治16年）12月7日 - 1943年（昭和18年）1月17日）は、日本の外交官。駐イラン公使。

## 経歴
京都府出身。1909年（明治42年）、東京帝国大学法科大学英法科を卒業。同年、外交官及領事官試験合格し翌年に領事官補として上海に勤務した。以来、領事、外務事務官、同書記官、大使館二等書記官、同一等書記官、同参事官を歴任し、その間、中国、イギリス、イタリアに勤務。さらに天津総領事、イタリア大使館参事官を経て、1932年（昭和7年）から駐イラン公使を務めた。
1938年（昭和13年）には、東亜研究所発足時の理事に就任している。

## 親族
- 岡本季正 - 弟[4]。駐オランダ大使。
- 岡本愛祐 - 弟[4]。帝室林野局長官。参議院議員。
- 林権助 - 妻の父[4]。男爵。関東長官。枢密顧問官。